# Łysomice (województwo pomorskie)
Łysomice (kaszb. Łësomce lub Łësomice, niem. Loitzerhof) – osada śródleśna w Polsce położona w województwie pomorskim, w powiecie słupskim, w gminie Dębnica Kaszubska, na obszarze Parku Krajobrazowego Dolina Słupi. Osada wchodzi w skład sołectwa Dębnica Kaszubska.
Niecałe 600 m na północny zachód od zabudowań osady znajduje się sosna zwyczajna o nazwie „Księżna Anna”, będąca pomnikiem przyrody. Mierzy około 33 m wysokości i 380 cm obwodu (według innych źródeł 31 m wysokości i 400 cm obwodu). W drugim dziesięcioleciu XXI stulecia wiek drzewa szacowano na około 310 lat.
W latach 1975–1998 miejscowość administracyjnie należała do województwa słupskiego.

## Nazwa
Nazwa miejscowości, wzmiankowana po raz pierwszy w formie Loitzerhof w 1780, ma pochodzenie słowiańskie i charakter rodowy. Powstała przez dodanie do nazwy osobowej *Łysoma formantu -ice i jest przeniesiona z nazwy otaczającego ją lasu. Niemiecka nazwa Loitzerhof ma charakter topograficzno-kulturowy i jest złożeniem dwóch elementów: nazwy własnej Loitz „las łysomicki” i nazwy pospolitej Hof „zagroda, folwark”.
Rada Języka Kaszubskiego proponuje kaszubską formę nazwy Łësomice.